# Bromometan
Bromometanul (denumită și bromură de metil) este un compus organic cu brom cu formula chimică CH3Br. Este un gaz incolor, inodor și neinflamabil. Molecula sa are formă tetraedrică. A fost folosit în trecut ca și pesticid.

## Obținere
Bromometanul este obținut industrial, dar este produs și la nivelul organismelor. În oceane, se estimează că organismele marine produc aproximativ 56 000 de tone din acest compus anual. Este produs în cantități mici și de către plantele terestre, precum specii din familia Brassicaceae. 
La nivel industrial, este sintetizat prin reacția dintre metanol și acid bromhidric:
{\displaystyle {\ce {CH3OH + HBr -> CH3Br + H2O}}}